# Klarälven
Der Klarälven (schwedischer Name) ist ein Fluss in Schweden und Norwegen. In Norwegen besitzt der Flusslauf mehrere Bezeichnungen.
Er ist der längste Fluss Schwedens, der nicht direkt ins Meer mündet.

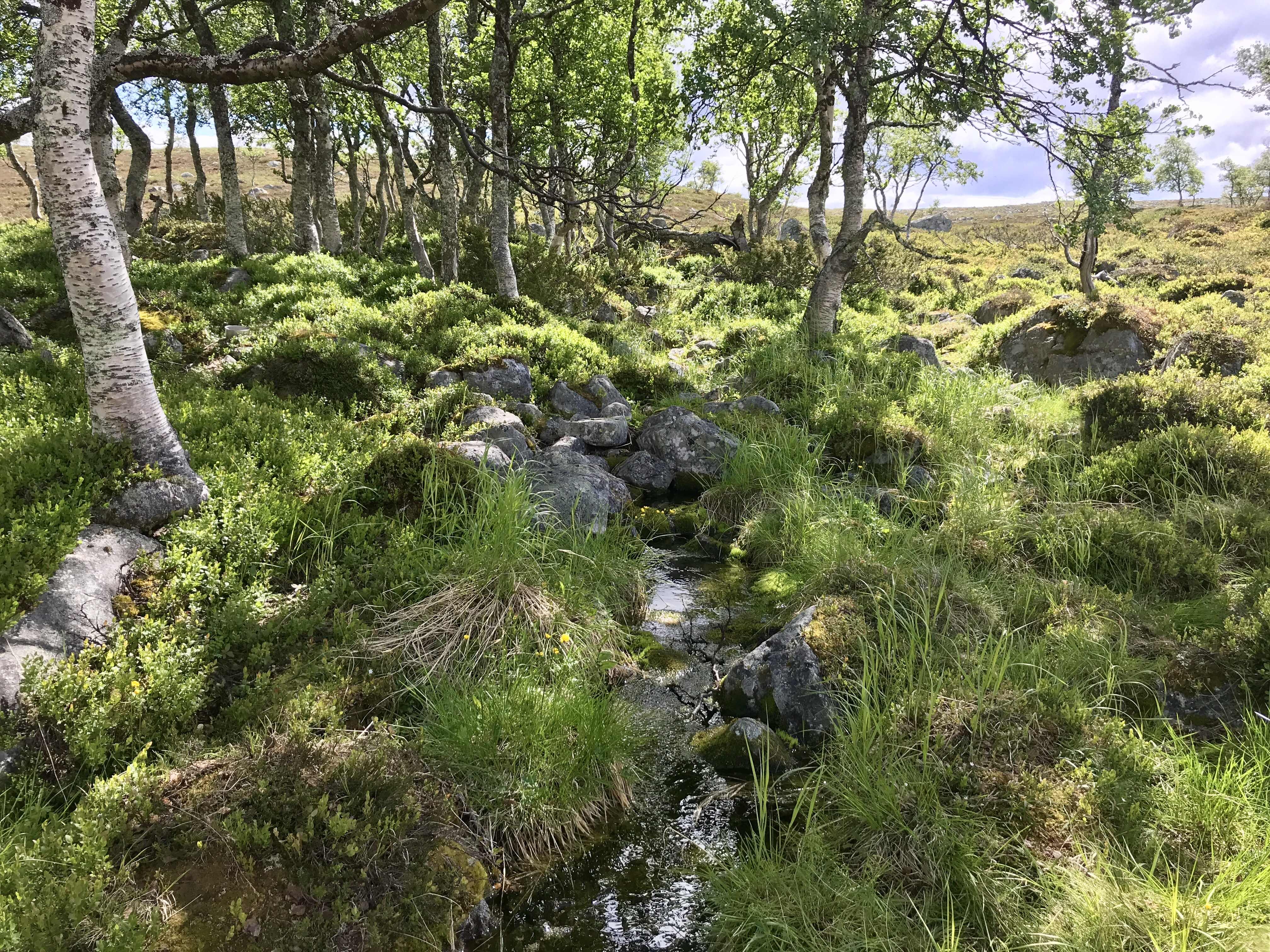
Die Quelle am Nordosthang des Berges Brändstöten in Härjedalen

Sein Quellfluss, der Røa, hat seinen Ursprung auf schwedischer Seite. Von dort fließt er in westlicher Richtung zum Femundsee in Norwegen. Dieser wird von der Gløta zum Isteren entwässert, der wiederum über den Isterfossen zum Galtsjøen abfließt. Bis zum Sennsjøen heißt der Fluss dann Femundselva. Von dort bis zum Høljesjøen an der schwedischen Grenze trägt der Fluss dann die Bezeichnung Trysilelva.
Nach einer Strecke von etwa 460 Kilometern mündet der Klarälven bei Karlstad in den Vänern.
Der Klarälven ist im Oberlauf ein Wildfluss, der durch einsame Wald-, Berg- und Hügellandschaften fließt. Im Unterlauf ist er ein zahmer Fluss, nur der letzte Abschnitt fließt durch dichter bebaute Gegenden.
Der Klarälven war der letzte schwedische Fluss, auf dem noch Flößerei betrieben wurde. Als Erinnerung an diese Zeit gibt es zwischen den Orten Branäs und Edebäck Floßfahrten für Touristen.
Bis in die 1990er Jahre wurde der Fluss im unteren Bereich zum Transport von Holz benutzt. Dabei wurden die Baumstämme einfach ins Wasser geworfen und bei Karlstad wieder herausgenommen und zu Papier weiterverarbeitet. Um sicherzustellen, dass das Holz nicht strandete, musste der Wasserstand des Klarälven reguliert, Hindernisse im Flussbett wie Steinblöcke entfernt und der Lauf begradigt werden. Teilweise wird auch heute noch das durch die Staustufen entstandene Gefälle zur Stromerzeugung verwendet. Die baulichen Maßnahmen hatten verheerende negative Folgen für die Salmoniden. Die Wanderroute der Salmoniden aus dem Vänernsee zu ihren Laichplätzen im Oberlauf des Klarälven und dessen Seitengewässern wurde unterbrochen, die Laich- und Standplätze zerstört. In den vergangenen Jahren wurde der Fluss teilweise renaturiert.